# SA-beta-gal
SA-β-gal (ou beta-gal associada à senescência) é uma hipotética enzima hidrolase que catalisa a hidrólise de β-galactosidioss em monossacarídios somente em células senescentes.
Sua existência foi proposta em 1995 por Dimri e colaboradores após a observação de que, quando ensaios de beta-galactosidase foram realizados em pH 6,0, apenas células em senescência desenvolveram coloração. Propuseram assim uma análise citoquímica baseada na produção de um precipitado azul que resulta da clivagem do substrato cromogênico X-Gal. Ensaios ainda mais quantitativos e específico foram desenvolvidos para sua detecção em pH 6,0.
Atualmente este fenômeno é explicado pela superexpressão e acúmulo lisossomal endógeno da beta-galactosidase especificamente em células senescente. (a sua expressão não é exigida para a senescência).
No entanto, permanece como o biomarcador de células senescentes e de envelhecimento mais amplamente utilizado, devido a facilidade e confiabilidade (in situ e in vitro).